# Toca (vestimenta)

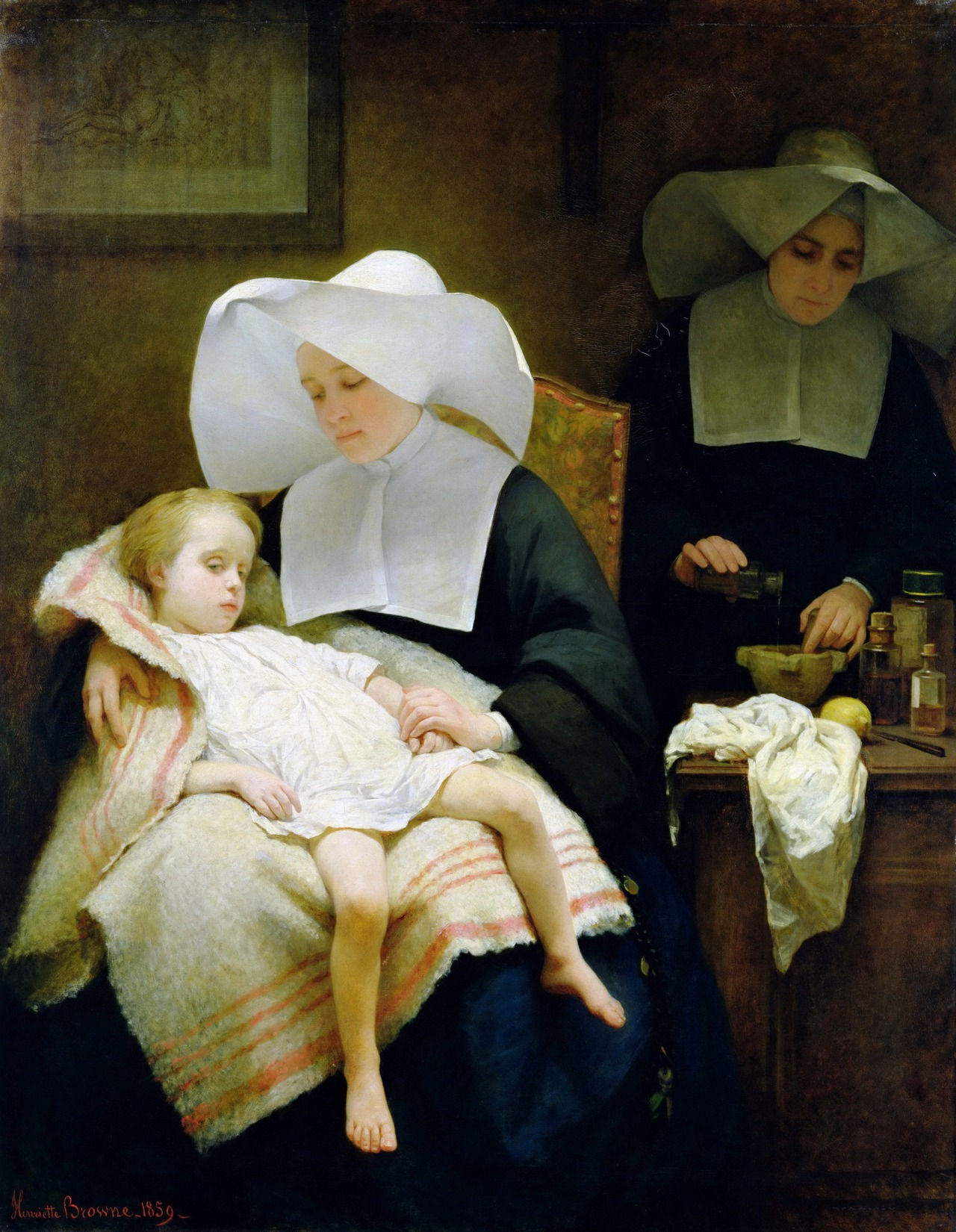
Henriette Browne, Las Hermanas de la Caridad (1859). Toca monjil de vuelo almidonado o 'cornete'.

Toca es una prenda de tela o lienzo, en general blanca y fina, usado para cubrir la cabeza (como adorno, abrigo o por comodidad, recogiendo los cabellos). Su evolución a lo largo de la historia de Occidente ha dado lugar una variada tipología. Como término genérico puede denominar diversos tocados o velos usados en España, tanto por mujeres como por hombres. En el siglo XVII se llamaba toca a un tipo de sombrero femenino pequeño y flexible.
También puede hacer referencia al tejido de lino o seda (especie de "beatilla") con el que se elaboran las tocas. De un modo más específico puede designar el tocado blanco ceñido al rostro, preceptivo de las religiosas católicas, aunque no exclusivo. Asimismo se llama toca a un casquete o sombrero femenino de ala pequeña.

## Campo semántico
Posible origen a partir la voz germánica del cimbro «toc» (gorra), si bien la RAE prefiere considerarlo término de 'origen incierto'. Tiene sus pares en el «bonnet» francés, la «cuffia» italiana y el «cornet» inglés.

## Origen medieval y uso tradicional
José Puiggari en su Monografía del traje, hace una descripción general del tocado femenino en la corte de Carlomagno y su influencia en la península ibérica durante el siglo VIII, con estos términos:

"Las mujeres valíanse del manto para cubrirse, y del «orale» como toca, apuntada mediante un rico alfiler. Las españolas comenzaron á aficionarse á los arabescos almaizares y alfaremes, tocas cerradas, toquillas ligeras, fazalejas, etc., sin dejar el «caramiello» asturiano, que venía á ser un turbantillo plano, hecho de multitud de vendillas entrelazadas y sujetas por detrás, á favor de otra venda que se rodeaba á la barba."

En la indumentaria tradicional de la mujer española, la toca, de claros antecedentes moriscos, encuentra expresión en un conjunto de modelos similares registrados desde el siglo XIV, con una variada evolución entre los siglos XVI y XVII, y que han dejado su impronta en el traje folclórico de muchas regiones.
Joaquín Bastús en su curioso Diccionario histórico enciclopédico publicado en 1833, relata que, además del "adorno usado por las monjas", fue la toca prenda habitual en "mujeres casadas y viudas. En el siglo XV, las casadas traían toca larga desde el día en que casaban. Después se fue perdiendo esta costumbre y quedó solo para las viudas y las dueñas de las casas de los grandes. En algunas provincias prevaleció esta distinción entre casadas y solteras si bien en ocasiones de duelo, todas se las ponían".

### La toca en eltraje de vistas
Como ejemplo de la singularidad de esta prenda y su antigüedad (siglo XVI), puede ser interesante describir su uso dentro del conjunto tradicional del llamado traje de vistas de La Alberca, localidad montañesa de la provincia de Salamanca, en España:
La toca, complemento del rico vestuario de este traje 'regional', consiste en un rectángulo de "fino lienzo decorado con cintas de colores azul, salmón y verde cosidas formando diversos motivos decorativos, zigzag en todo su perímetro y/o ramos estilizados en cada una de las esquinas". Se coloca sobre la cabeza con uno de sus cuatro picos cayendo sobre la frente, otros dos picos sobre los hombros y el cuarto centrado sobre la espalda. El objetivo de la toca así dispuesta, es triple: cubrir la cabeza de la mujer que la lleva, enmarcar su cara, y ocultar las cintas de las que cuelga la joyería (dado que los collares, atados con 'cintas de coloniales', "no pasan por detrás del cuello sino que se dejan caer por delante en dos vueltas", haciendo así más abundante en apariencia la cantidad de joyería exhibida sobre el pecho. En los estudios etnográficos este traje se considera una especie de "caja de ahorros andante en la que la familia acumula toda la riqueza que va obteniendo a lo largo de los años y que pasa de generación en generación".

### Toca campesina

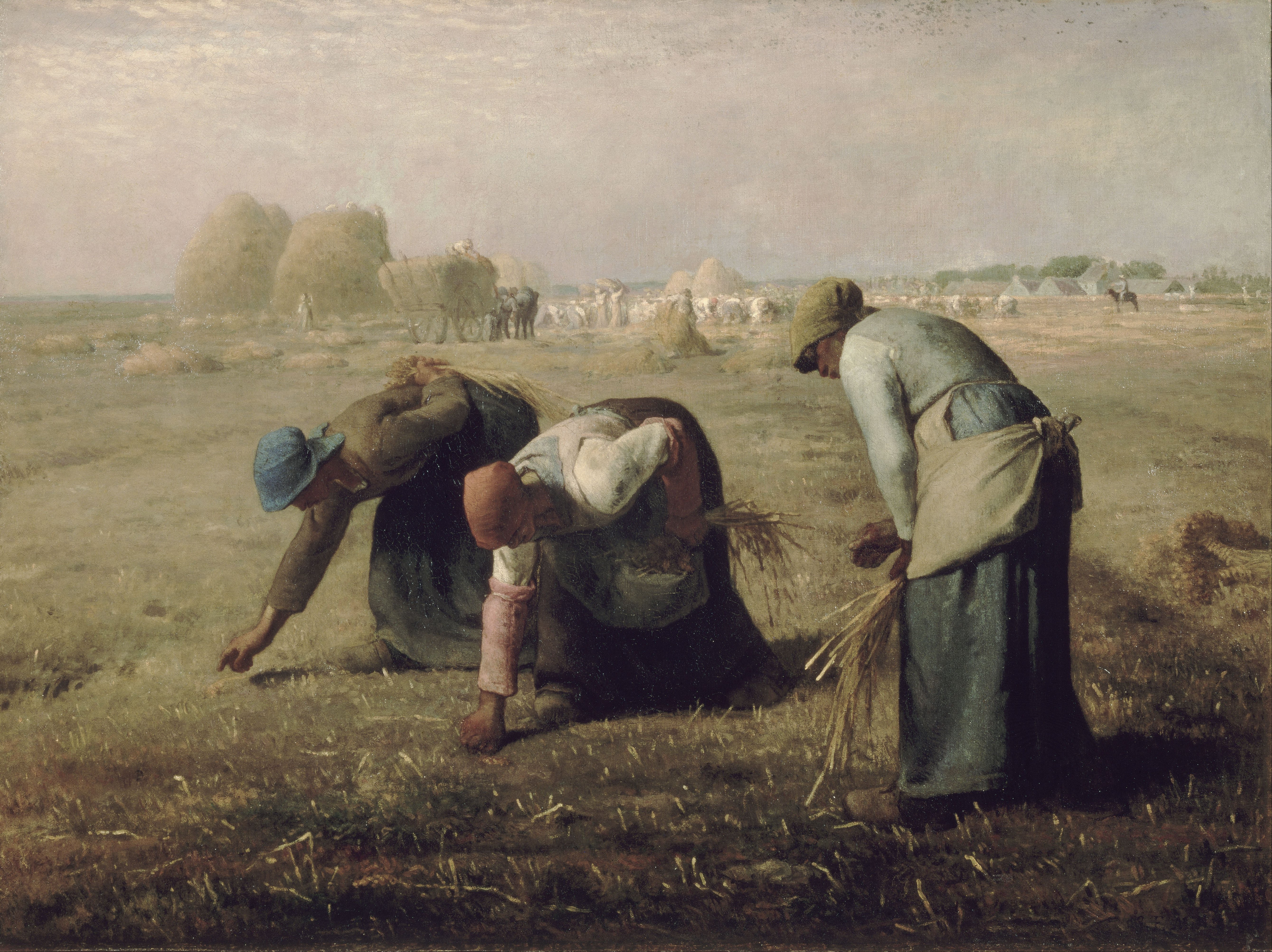
Jean-François Millet, Las espigadoras (1857). Espigadoras con toca tradicional campesina (en Europa central).

La toca campesina puede identificarse con el pañuelo anudado usado en el medio rural de algunos países mediterráneos. Pero también recibe tal nombre un tipo de sombrero femenino de ala pequeña o gorro de 'trapo', como el que llevan las tres espigadoras del conocido cuadro de Millet.